# Love Sick (Grimm)
Love Sick es el décimo séptimo episodio de la primera temporada de la serie de televisión estadounidense de drama-sobrenatural Grimm. El guion principal del episodio fue escrito por Catherine Butterfield y la dirección general corrió a cargo de David Solomon. 
El episodio se transmitió originalmente el 13 de abril del año 2012 por la cadena de televisión NBC. Mientras que en América Latina el episodio se estrenó el 28 de mayo del mismo año por el canal Universal Channel. En este episodio Nick intenta ayudar a su amigo Hank del evidente peligro que corre siendo el novio de Adalind, a su vez que trata de salvarle la vida a Wu de su extraño desorden alimenticio. Mientras que Renard pone en acción su plan para arrebatarle al Grimm la llave de la tía Marie. 

## Argumento
El capitán Renard es secuestrado por Thomas Whoolsey, el guardaespaldas de su primo, Anton Krug, quien ha venido a Oregón a exigirle la llave que está bajo la custodia de Nick Burkhardt. Renard intenta calmar a su primo explicándole que está cerca de robarla gracias a sus movimientos planificados. Pero cuando Anton amenaza con atacar a Nick para conseguirla, el capitán mata tanto a Anton como a Thomas y escapa del lugar.  
Mientras tanto, Nick y Juliette son invitados a una doble cita organizada por Hank con la ayuda de su nueva novia: Adalind Schade, la peligrosa Hexenbiest que intentó asesinar a la tía Marie. Como era de esperar, Nick sospecha de las intenciones de Adalind, llegando incluso amenazar a su enemiga Wesen con el fin de proteger a su amigo. Pero Adalind se rehúsa y lo desafía a que encuentre la manera de detenerla sin terminar ensuciándose las manos. La cita doble es interrumpida cuando Nick y Hank son llamados para analizar un nuevo homicidio.
La escena del crimen resulta ser el lugar donde Renard mató a Anton y a Thomas. A su regreso en la comisaría, Nick le da al capitán Renard el informe del homicidio, mencionando el descubrimiento de un teléfono celular, sin imaginarse que su superior es el autor de dicha escena. En el momento que Wu cae desmayado como consecuencia de su intoxicación por la Zabertrank, Renard aprovecha la distracción para robar el teléfono e insertarle una memoria nueva para cubrir su presencia en la escena del crimen.
Adalind regresa a su hogar tras su cita con Hank, donde recibe la visita de su madre, Catherine Schade quien ha venido a ver su progreso en la misión que le encargó Renard. Adalind contesta que las cosas se van a poner feas dentro de muy poco, a lo que su madre le responde que tiene planeado ayudarla. Al poco tiempo Adalind organiza una segunda cita con Hank para poner en marcha de una vez el plan.  
En un hospital, Nick recibe noticias de la condición de Wu. De alguna manera sufre un trastorno alimenticio llamado Pica, una enfermedad en la que el afectado come toda clase de cosas imposibles de ingerir. A del problema por el que sufre el sargento, Nick se ve más preocupado por el bienestar de su amigo Hank, quien parece no pensar en otra cosa más que en Adalind. Debido a esto, recurre a la ayuda de Monroe y Rosalee para descubrir que le sucede a Hank. Los dos Wesen no tardan en descubrir que el policía está bajo los efectos de una poción de amor que le causará la muerte y que a su vez es la responsable de la condición del sargento Wu. 
Negándose a abandonar a sus amigos; Nick se dispone a salvar a Hank y a Wu con la ayuda de un antídoto creado por Monroe y Rosalee. Para asegurarse de la efectividad de la poción, los tres prueban el antídoto en Wu, quien se recupera paulatinamente de su enfermedad. Pero no consiguen darle a tiempo el antídoto a Hank, quien cae en una especie de coma mental por intervención de Adalind. Rosalee le advierte a Nick que solo hay una manera de salvar a Hank; matando a la Hexenbiest creadora de la poción, cosa que solo puede lograrse con la sangre de un Grimm.
Nick acepta la oferta y se ve en un parque con Adalind para negociar la llave por la vida de Hank. Sin embargo, en vez de entregar la llave, Nick desafía a Adalind a resolver sus problemas con "violencia". Acto seguido los dos pelean hasta que Nick besa a la fuerza a Adalind haciendo que ella lo muerda en el labio, a lo que él responde mordiéndole el labio. De repente Adalind cae al suelo, convirtiéndose en una humana mientras Hank despierta del coma sano y salvo. Derrotada y en cierta manera humillada, Adalind regresa a su hogar para relatarle a su madre y a Rendard lo sucedido. Pero en lugar de perdonarla, ambos la regañan por su fracaso y pasan a excluirla de todos sus planes. Mientras en el remolque de la tía Marie, Nick comienza a analizar la tan codiciada llave.

## Elenco
- David Giuntoli como Nick Burkhardt.
- Russell Hornsby como Hank Griffin.
- Bitsie Tulloch como Juliette Silverton.
- Silas Weir Mitchell como Eddie Monroe.
- Sasha Roiz como el capitán Renard.
- Reggie Lee como el sargento Wu.

## Producción
Algunas escenas flashback fueron de los episodios Pilot y Beeware.
El fondo en el que aparece la frase de apertura del episodio es el mismo usado en el primer episodio de la serie. 

### Continuidad
- Hank y Wu se recuperan del hechizo en el que cayeron en Island of Dreams.
- Se revela que la lealtad de Adalind a Renard se debe al amor que siente por él.
- Nick comprende cada vez más el valor de la llave de su tía (Pilot).

## Recepción

### Audiencia
En el día de su transmisión original en los Estados Unidos por la NBC, el episodio fue visto por un total de 4.9600.000 de telespectadores.

### Crítica
Kevin McFarland de AV Club le dio a episodio una A- en una categoría de la A a la F argumentando: "Tengo que decir que no esperaba que la trama de Adalind concluyera tan rápido, pero era necesario para llegar al conflicto que Nick ya conoce. Estoy totalmente de acuerdo. Aparte de Organ Grinder, el episodio de Hansel y Gretel, esto es lo mejor que Grimm tiene para ofrecer. No ganará a nuevos conversos, pues de verlo sin un conocimiento previo de la serie uno se pierde. Pero es una historia fuerte y convincente con momentos de humor, ingenio y suspenso".